# William Bolcom
.
William Elden Bolcom (né le 26 mai 1938 à Seattle) est un compositeur et pianiste américain.

## Biographie
Bolcom prit des cours de musique dès ses onze ans, à l'université de Washington, avec George Frederick McKay et John Verrail, mais également le piano avec Berthe Poncy Jacobson, mais aussi en passant par le Mills College d'Oakland avec Darius Milhaud. Il y obtiendra un Master of Arts en 1961. Cette même année, il est accepté au Conservatoire national supérieur de musique et de danse de Paris, où il complète sa formation en contrepoint auprès de Simone Plé-Caussade, Milhaud, Olivier Messiaen et pour la composition avec Jean Rivier. Il obtint un 2e prix de composition en 1965.
À la suite de cela, il sera à la fois enseignant et compositeur. Entre les années 1966 et 1968, il enseigne au Queens College de la City University de New York, entre 1968 et 1970 à la New York University School of the Arts entre 1968 et 1970, et à partir de 1973 à la School of Music de l'université de Michigan à Ann Arbor. Il y sera nommé directeur du département de 1998 à 2008.
Il recevra de nombreux prix, dont les plus importants sont le Prix Pulitzer en 1988, pour 12 New Etudes for Piano, le prix de la fondation Koussevitzky pour Lyric Concerto for Flute and Orchestra en 1993, ainsi que quatre Grammy Awards pour William's Blake Songs of Innocence and Songs of Experience en 2005.

## Œuvres
L’œuvre de William Boolcom aborde de multiples formations : instruments seuls, pour voix, de la musique de chambre, pour orchestre, pour le cinéma ou le théâtre ainsi que pour l'opéra.
- 12 études pour piano (1959)
- Dynamite Tonight (1963), pour l'Actor's Studio Theater
- Graceful Ghost (1970), ragtime
- Reminiscing with Sissie and Blake (1973), coécrit avec Robert Kimball, paru chez Virgin Press
- Open House (1975), cycle de mélodie pour ténor et orchestre de chambre sur des poèmes de Theodore Roethke
- A view from the Bridge (1975), créée au Lyric Opera de Chicago, d'après la pièce Vu du Pont d'Arthur Miller
- 12 New Etudes for Piano (1986), Prix Pulitzer de 1988
- I Will Breathe a Mountain (1991) (A Song Cycle from American Women Poets was commissioned for mezzo-soprano Marilyn Horne[pas clair]).

1. Pity Me Not Because the Light of Day (texte : Edna St. Vincent Millay)
2. How To Swing Those Obbligatos Around (texte : Alice Fulton)
3. The Crazy Woman (texte : Gwendolyn Brooks)
4. Just Once (texte : Anne Sexton)
5. Never More Will The Wind (texte : H.D.)
6. The Sage (texte : Denise Levertov)
7. O To Be a Dragon (texte : Marianne Moore)
8. The Bustle in a House (texte : Emily Dickinson)
9. I Saw Eternity (texte : Louise Bogan)
10. Night Practice (texte : May Swenson)
11. The Fish (texte : Elizabeth Bishop)

- Lyric Concerto for Flute and Orchestra (1993), Prix de la fondation Koussevitzky
- Suite No. 2 for Solo Violin (2013)